# Litauisch-polnische Beziehungen
Die Litauisch-polnischen Beziehungen sind das zwischenstaatliche Verhältnis zwischen Litauen und Polen. Polen und Litauen nahmen ab dem 13. Jahrhundert diplomatische Beziehungen auf, nachdem das Großfürstentum Litauen unter Mindaugas einen Teil des Territoriums der alten Kiewer Rus erworben und damit eine Grenze mit dem Königreich Polen geschaffen hatte. In der Folgezeit verbesserten sich die polnisch-litauischen Beziehungen und führten schließlich zu einer Personalunion zwischen den beiden Staaten. Von der Mitte des 16. bis zum Ende des 18. Jahrhunderts schlossen sich Polen und Litauen als Polnisch-Litauischer Gesamtstaat zusammen, einem Staat, der nach seiner Teilung durch Österreich, Preußen und Russland aufgelöst wurde. Nachdem die beiden Staaten nach dem Ersten Weltkrieg ihre Unabhängigkeit wiedererlangt hatten, verschlechterten sich die polnisch-litauischen Beziehungen. Konkurrierende Ansprüche auf die Region Vilnius führten in der Zwischenkriegszeit 1920 zum Polnisch-Litauischen Krieg. Während des Zweiten Weltkriegs wurden polnische und litauische Gebiete sowohl von der Sowjetunion als auch von NS-Deutschland besetzt. Nach dem Ende des Zweiten Weltkriegs fanden sich sowohl Polen als auch Litauen im Ostblock wieder, Polen als sowjetischer Satellitenstaat, Litauen als Sowjetrepublik. Mit dem Ende des Kommunismus wurden die diplomatischen Beziehungen zwischen den beiden Ländern wiederhergestellt. Seitdem sind die Beziehungen freundschaftlich und haben den Charakter einer strategischen Partnerschaft in den Bereichen Verteidigung und Sicherheit.
Beide Länder verfolgen eine strategische Westorientierung seit dem Ende des Warschauer Pakts. Polen und Litauen sind gemeinsam Mitglieder der NATO und der Europäischen Union. Da beide Staaten Teil des Schengen-Raums sind, bestehen keinerlei Grenzkontrollen mehr an der knapp 130 Kilometer langen Grenze zwischen Litauen und Polen. Beide Länder haben im Rahmen des Lublin-Dreiecks auch enge Beziehungen zur Ukraine aufgebaut.

## Geschichte

### Frühe Litauisch-polnisches Beziehungen

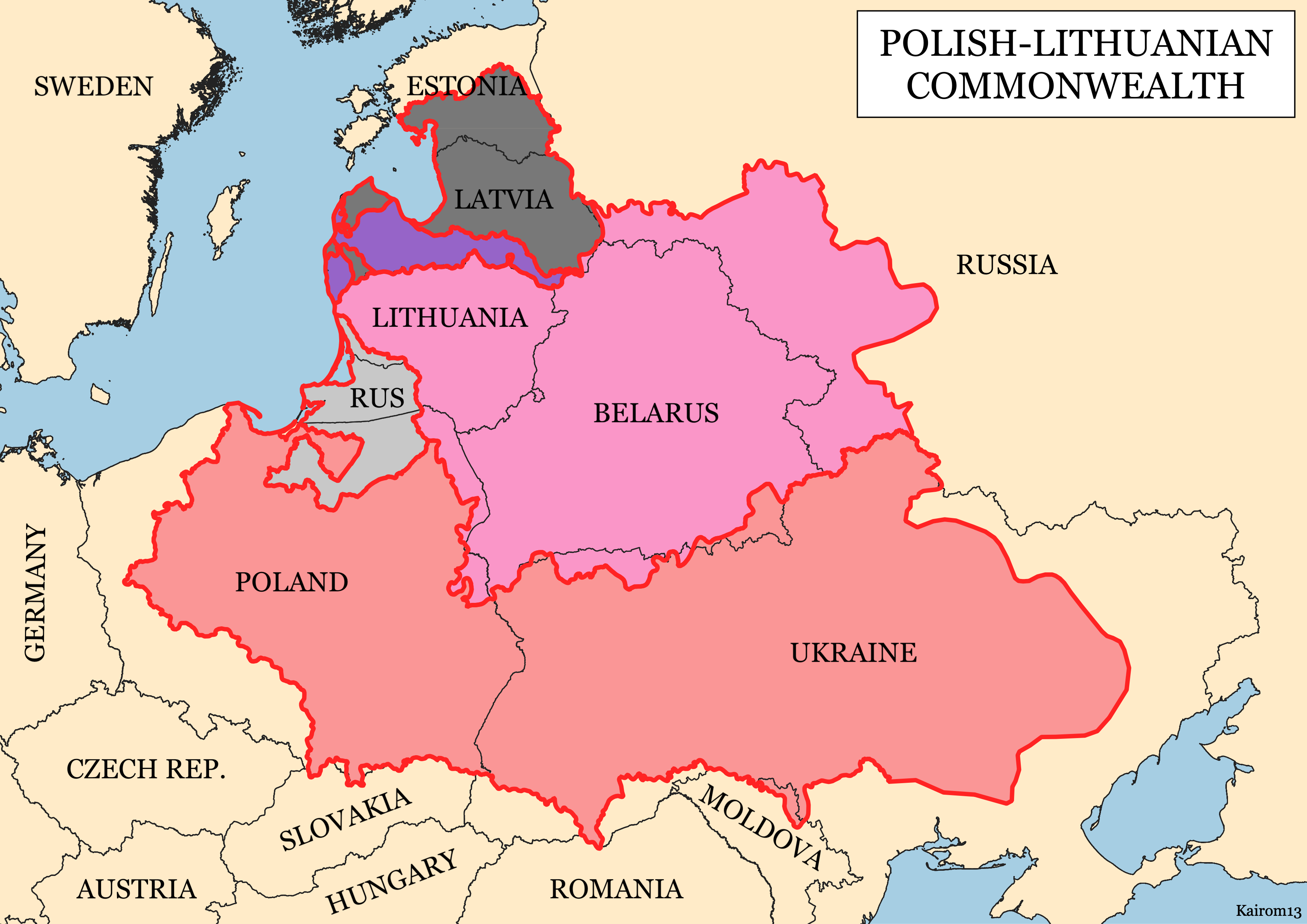
Polen-Litauen um 1618 mit den heutigen Staatsgrenzen
Polnische Krone
Großfürstentum Litauen
Herzogtum Livland
Herzogtum Kurland, gemeinsames Lehen
Herzogtum Preußen, polnisches Lehen

Der litauische Staat geht auf das 13. Jahrhundert zurück und grenzte erstmals im 14. Jahrhundert, nach der Vernichtung der altpreußischen und jotwingischen Stämme, an polnische Gebiete. Bis zu diesem Zeitpunkt beschränkten sich die meisten Kontakte zwischen den beiden Ländern auf militärische Grenzkonflikte, wie der litauische Überfall auf das Herzogtum Masowien im Jahr 1262, bei dem Siemowit I. von Masowien getötet wurde. Dies änderte sich mit einem Bündnis zwischen dem polnischen König Władysław I. und dem litauischen Großherzog Gediminas Mitte der 1320er Jahre. Gediminas Tochter Anna von Litauen heiratete 1325 Władysławs Sohn und künftigen Nachfolger Kasimir III. von Polen, was zu einer Verbesserung der Beziehungen führte. 1358 wurde in einem Vertrag zwischen dem Herzogtum Masowien und dem Großfürstentum Litauen erstmals eine Grenze zwischen den beiden Ländern festgelegt. 1385 führte die wachsende Bedrohung beider Länder durch den Deutschen Orden zu einem festeren Bündnis, der Union von Krewo, die den Beginn einer jahrhundertelangen polnisch-litauischen Union markierte. Durch die Annäherung an Polen konnte sich der Katholizismus in Litauen ausbreiten, der letzten Hochburg des Heidentums in Europa. Dieses Bündnis wurde durch den polnisch-litauischen Sieg über den Deutschen Orden in der Schlacht bei Tannenberg 1410 gestärkt. Weitere Meilensteine stellten die Union von Vilnius und Radom (1401) und die Union von Horodło (1413) dar.
Da Litauen zunehmend von dem aufstrebenden Großfürstentum Moskau bedroht wurde (siehe Russisch-Litauische Kriege), bemühte es sich, seine Beziehungen zu Polen zu stärken. Die Union erreichte 1569 einen wichtigen Meilenstein, als mit der Union von Lublin eine Realunion, der Polnisch-Litauische Gesamtstaat, gegründet wurde. Polen-Litauen war einer der größten und mächtigsten Staaten des europäischen Mittelalters und der frühen Neuzeit und schloss große Gebiete der heutigen Ukraine und Belarus ein. Die Litauer bildeten in dem Gesamtstaat demografisch nur eine kleine Minderheit neben den Polen und den orthodoxen Ruthenen. Der Staat wurde von dem polnischen Adel dominiert und die alten litauischen Magnaten wurden mit der Zeit assimiliert. Der polnisch-litauische Staat konkurrierte mit Moskau um die Vorherrschaft in Osteuropa, erlebte mit der Abspaltung der Ukraine durch den Chmelnyzkyj-Aufstand im 17. Jahrhundert allerdings einen machtpolitischen Niedergang. Dieser gipfelte in den Teilungen Polens zwischen 1772 und 1795 durch die Polen und Litauen für mehr als 100 Jahr ihre Eigenstaatlichkeit verloren. In der Zeit der Teilungen kam es zu einer Umkehrung des vorangegangenen Polonisierungsprozesses mit der litauischen nationalen Wiederbelebung, die der litauischen Sprache und Kultur neue Bedeutung verlieh. In der folgenden Zeit sahen sich sowohl Polen als auch Litauen mit verstärkten Bemühungen der Russifizierung durch die russischen Zaren konfrontiert.

### Zwischenkriegszeit

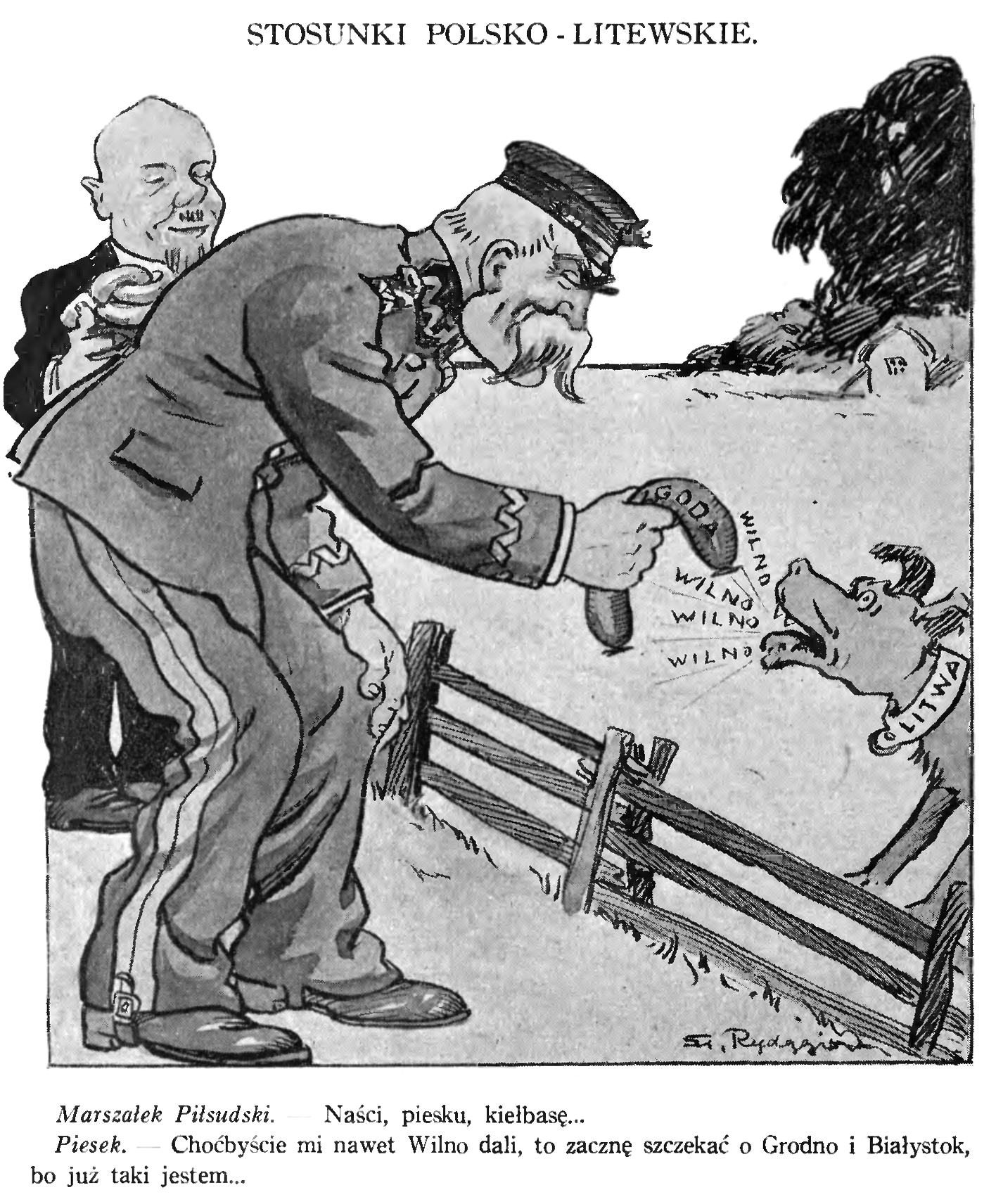
Antilitauische polnische Karikatur von 1934

Der Erste Weltkrieg erlaubte Polen und Litauen 1918 die Wiedererlangung der nationalen Unabhängigkeit. Während des Litauisch-Sowjetischen Kriegs kooperierten Polen und Litauen anfangs noch gemeinsam gegen Sowjetrussland. Bald darauf traten allerdings Konflikte auf. Polen wollte einen polnisch dominierten Raum von der Ostsee bis zum Schwarzmeer (Intermarium) schaffen, in dem Litauen ein Teil Polens oder ein polnischer Satellitenstaat geworden wäre. Die Litauer bestanden jedoch auf ihre Unabhängigkeit. Differenzen in Grenzfragen, insbesondere über die Städte Vilnius (Wilno) und Sejny (Seinai) überschatteten die Beziehungen in der gesamten Zwischenkriegszeit. Vilnius war die historische Hauptstadt Litauens gewesen, wurde aber mehrheitlich von Polen und Juden bewohnt, was die Region Vilnius zu einem Zankapfel zwischen beiden Staaten machte. Ein von der Polnischen Militärorganisation inszenierter antilitauischer Aufstand in Sejny löste in Litauen große Empörung aus. Darüber hinaus verschlechterte sich das Ansehen der Polen aufgrund eines aufgedeckten Komplotts zum Sturz der souveränen litauischen Regierung durch die Polnische Militärorganisation, die von der lokalen polnischen Minderheit unterstützt wurde. Die Beziehungen verschlechterten sich noch weiter, als der Polnisch-Litauische Krieg ausbrach und Józef Piłsudski die „Meuterei“ von Żeligowski, nach einem inszenierten Zwischenfall, anordnete, was einen Bruch des Vertrags von Suwałki darstellte. Die Polen riefen nach der militärischen Besetzung der Region Vilnius im Oktober 1920 den Marionettenstaat Mittellitauen aus und schlossen diesen zwei Jahre später an Polen an. In Reaktion darauf verbündete sich Litauen mit Sowjetrussland, das die litauischen Ansprüche auf Vilnius im Litauisch-Sowjetischen Friedensvertrag unterstützte, und erlaubte den Sowjets, das litauische Staatsgebiet für Angriffe auf Polen während des Polnisch-Sowjetischen Kriegs zu nutzen.
Durch die polnische Annexion von Vilnius bestanden keine diplomatischen Beziehungen zwischen Polen und Litauen in der Periode, bis Polen Litauen 1938 mit einem Ultimatum zur Aufnahme offizieller Beziehungen und zur Anerkennung der polnischen Ansprüche auf Vilnius zwang. Durch den Konflikt wurden die Polen in Litauen mit großem Misstrauen betrachtet, und umgekehrt. Beide Regierungen unterdrückten ihre jeweiligen Minderheiten. Ethnische Polen waren in Litauen diskriminierenden Gesetzen unterworfen. Nach Piłsudskis Tod, zwischen 1935 und 1939, trieb Polen die Polonisierung der litauischen Minderheit voran, wobei die Regierung die Ansiedlung polnischer Armee-Veteranen in den umstrittenen Gebieten förderte. Die meisten litauischen Schulen wurden geschlossen und fast alle litauischen Organisationen verboten.

### Zweiter Weltkrieg

Aufteilung Mitteleuropas laut Hitler-Stalin-Pakt im Vergleich zur tatsächlichen Aufteilung bis 1941

Mit dem Hitler-Stalin-Pakt vereinbarten NS-Deutschland und die Sowjetunion die Aufteilung Polens und des Baltikums in Einflusssphären. Hitlers Überfall auf Polen startete den Zweiten Weltkrieg und bald darauf begann die sowjetische Besetzung Ostpolens. Die Sowjets nötigten Litauen dazu, den Sowjetisch-Litauischen Beistandsvertrag (1939) zu unterzeichnen, bei dem die Sowjets die von Polen genommene Region Vilnius an Litauen übergaben, wobei im Gegenzug sowjetische Truppen in Litauen stationiert wurden. Im Jahr 1940 annektierte Stalin schließlich die drei baltischen Staaten und schloss diese an die Sowjetunion an. Nach Hitlers Überfall auf die Sowjetunion im Juni 1941 im Widerspruch zum vorher geschlossenen Nichtangriffspakt wurde Litauen von den Deutschen besetzt. Die litauischen Nationalisten hofften auf eine Selbstverwaltung Litauens, woran die Deutschen allerdings kein Interesse zeigten. Teile der litauischen Nationalbewegung, darunter Elemente der Litauischen Aktivistenfront (LAF), kollaborierten mit den Deutschen während des Holocaust in Litauen und der Verfolgung der polnischen Minderheit. Antipolnische Rhetorik und Gewalt wurden unter der Regierung von Juozas Ambrazevičius im Jahr 1941 üblich (gefolgt von Petras Kubiliūnas als Marionette der deutschen Machthaber). Einige litauische Geistliche riefen zu Pogromen gegen Polen auf, erklärten, die Polen seien „schlimmer als die Juden“, und boten Ablässe für die Ermordung von Polen an. Ein litauischer Professor verfasste ein Pamphlet mit dem Titel „Warum sollten wir die Polen hassen“, und die LAF setzte sich für die Einrichtung von Ghettos für Polen, das Tragen von Erkennungsmarken und die Kürzung ihrer Lebensmittelrationen ein und verkündeten: „Unter den Sowjets haben wir 50 % der Polen getötet, unter den Deutschen werden wir die anderen 50 % töten“. Bei dem berüchtigten Massaker von Ponary ermordeten die Deutschen und litauische Kollaborateure 100.000 Menschen bei Vilnius, darunter mehrheitlich Juden, aber auch Polen und Russen. Insgesamt verloren tausende Polen in Litauen ihr Leben durch die Repressionen, bevor die Sowjets 1944 Litauen von den Deutschen zurückeroberten. Das Thema der polnisch-litauischen Beziehungen während des Zweiten Weltkriegs ist umstritten, und einige moderne litauische und polnische Historiker interpretieren die damit verbundenen Ereignisse immer noch unterschiedlich.

### Kalter Krieg
Nach dem Krieg gerieten beide ehemaligen Staaten unter die Herrschaft der Sowjetunion. Polen wurde nach Westen verschoben und gab damit die meisten der umstrittenen Gebiete auf, in denen zuvor eine bedeutende litauische Minderheit in der Zweiten Polnischen Republik lebte. Diese Gebiete wurden in die Litauische SSR und die Weißrussische SSR eingegliedert, die ihrerseits zu den Sowjetrepubliken gehörten. Vilnius verblieb damit bei Litauen und ist heute die Hauptstadt des unabhängigen Litauens. Gleichzeitig durften viele Polen aus Kresy die Sowjetunion verlassen und wurden größtenteils nach Westen in die wiedergewonnenen Gebiete umgesiedelt, und die polnische Minderheit in Litauen (bzw. der Litauischen SSR) wurde ebenfalls erheblich verkleinert. Die verbleibende polnische Minderheit in Litauen wurden einer Litauisierungs- und Sowjetisierungspolitik unterworfen. Unter den Augen der Sowjetunion sollten die verschiedenen ethnischen Gruppen im Ostblock friedlich zusammenarbeiten. Um zu verhindern, dass historische Allianzen entstehen oder wiederaufleben, die das sowjetische Regime schwächen könnten, zielte die sowjetische Politik darauf ab, die Rolle der historischen Bindungen zwischen diesen Nationen zu minimieren, und es gab in dieser Zeit nur wenige Kontakte von Bedeutung zwischen Polen und Litauen.

### Nach 1990

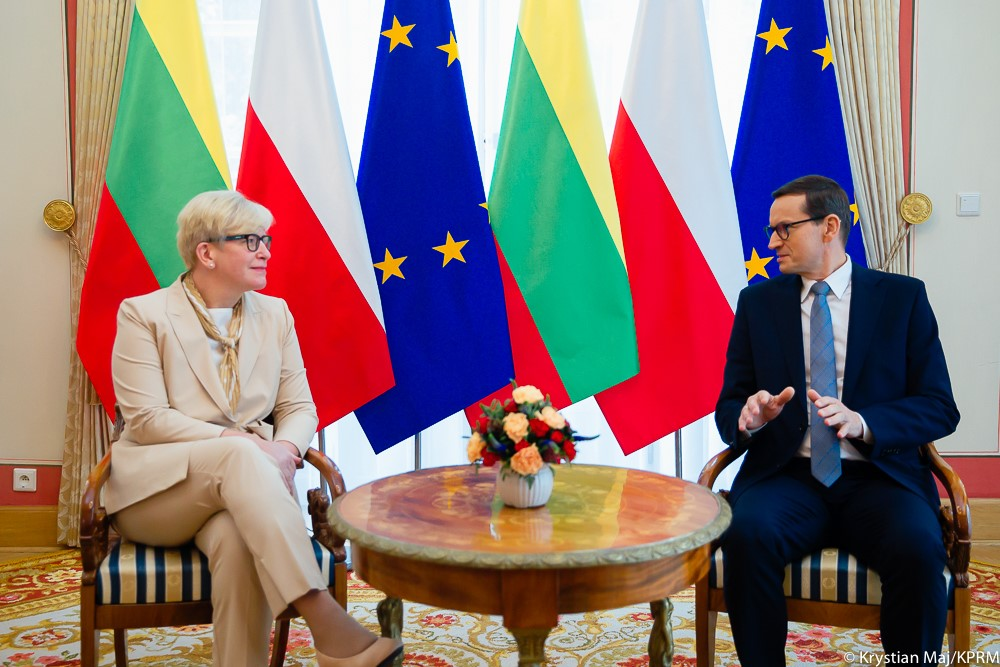
Der polnische Premierminister Mateusz Morawiecki und die litauische Premierministerin Ingrida Šimonytė (2021)

Der Fall des Kommunismus in den Jahren zwischen 1989 und 1991 führte zu einer formellen Wiederaufnahme der Beziehungen zwischen dem polnischen und dem litauischen Staat. Polen unterstützte die Unabhängigkeit Litauens nachdrücklich und erkannte als eines der ersten Länder das unabhängige Litauen an (am 26. August 1991). Trotzdem kam es Anfang der 1990er Jahre zu einer kleinen Krise, die auf die angebliche Misshandlung der polnischen Minderheit durch Litauen und die Befürchtung Litauens zurückzuführen war, Polen wolle Litauen erneut seinem Einflussbereich unterstellen oder sogar Gebietsansprüche erheben. Am 28. September 1992 unterzeichneten die Außenminister beider Länder eine Erklärung über Freundschaft und nachbarschaftliche Beziehungen sowie ein Konsularabkommen, in dem sie jegliche territorialen Ansprüche ablehnten und versprachen, die Rechte der jeweiligen Minderheiten zu respektieren. Am 26. April 1994 schlossen die Präsidenten beider Länder bei einem Treffen in Vilnius den Vertrag über die gegenseitige Freundschaft und die Beziehungen verbesserten sich. Seitdem sind beide Länder der NATO (Polen 1999, Litauen 2004, wobei Polen den Beitritt Litauens unterstützte) und der Europäischen Union (beide 2004) beigetreten. Trotz weiter bestehenden Meinungsverschiedenheiten zu Minderheitenfragen hat besonders die Bedrohung durch Russland beide Länder enger zusammengebracht. Nach dem Beginn des Russisch-Ukrainischen Konflikts 2014 wurde eine Litauisch-Polnisch-Ukrainische Brigade etabliert. Am 28. Juli 2020 schlossen Polen, Litauen und die Ukraine ein neues Format der internationalen Zusammenarbeit, das sogenannte „Lubliner Dreieck“. Der Vertrag dazu wurde in der ostpolnischen Stadt Lublin von den Außenministern Polens, Litauens und der Ukraine unterzeichnet. Die Zusammenarbeit wird nicht nur Verteidigungsfragen betreffen, sondern auch die Stärkung der wirtschaftlichen Zusammenarbeit, des Handels und des Tourismus zwischen den drei Ländern. In einer gemeinsamen Erklärung zur Schaffung des Lubliner Dreiecks wurde die Bedeutung einer intensiveren Zusammenarbeit zwischen der EU, der NATO und der östlichen Partnerschaft hervorgehoben und der Entwicklung der Drei-Meere-Initiative besondere Aufmerksamkeit geschenkt. Mit dem Beginn des Russischen Überfalls auf die Ukraine 2022 haben die drei Länder ihre Kooperation weiter vertieft, wobei Polen und Litauen zu den energischsten Unterstützern der Ukraine zählten und zahlreiche ukrainische Flüchtlinge aufnahmen.

## Nationale Minderheiten

Die Polnische Minderheit in Litauen

Nach den Daten der Volkszählung von 2011 lebten 200.317 Polen in Litauen und 7.863 Litauer in Polen. Das Bevölkerungszentrum der polnischen Minderheit ist vor allem der Bezirk Vilnius. Nach der Machtübernahme litauischer Nationalisten Ende der 1980er Jahre wurden verschiedene Gesetze erlassen, welche die nicht-litauischsprachige Bevölkerung diskriminierten. Dies führte zu Bestrebungen der polnischen Minderheit in Litauen, einen autonomen Bezirk auszurufen. Der Streit um den Status der polnischen Minderheit sowie der litauischen Sprach-, Kultur- und Bildungspolitik gegenüber dieser war in den 1990er und 2000er Jahren ein häufiger Streitpunkt zwischen beiden Staaten. Ein Streit entwickelte sich auch darüber, dass die polnische Minderheit in Litauen auf offiziellen Dokumenten ihren Nachnamen in der litauischen Schreibweise angeben muss, was im Widerspruch zu den Empfehlungen des Europäischen Gerichtshofs für Menschenrechte steht, vom Litauischen Verfassungsgericht jedoch 2009 bestätigt wurde.

## Wirtschaftsbeziehungen
Beide Länder haben bereits 1992 ein Freihandelsabkommen unterschrieben und unterhalten intensive Wirtschaftsbeziehungen. Polen war 2022 der Abnehmer von 9 % aller litauischen Exporte und der Lieferant von 11,7 % bei allen Importen des Landes. Das Handelsvolumen lag damit bei knapp 10 Milliarden Euro. Polen zählt auch zu den wichtigsten ausländischen Investoren in Litauen und die Polen sind die zweitgrößte Gruppe von ausländischen Touristen.  Zu den wichtigsten gemeinsamen Wirtschafts- und Infrastrukturprojekten gehört die Eisenbahnstrecke Rail Baltica, welche Polen mit Finnland über das Baltikum verbinden soll.

## Militärische und sicherheitspolitische Beziehungen
Die engen strategischen und militärischen Beziehungen beruhen auf der von beiden Seiten wahrgenommenen Bedrohung durch Russland, weshalb beide Länder ihre militärische Kooperation verstärkt haben, mit gemeinsamen Übungen und Ausbildung von Streitkräften. Eine besondere Brisanz besitzt die militärische Beziehung beider Länder durch die gemeinsame Grenze mit der russischen Exklave Kaliningrad und durch die Suwałki-Lücke, welche als potenzieller Schwachpunkt in der NATO-Verteidigung gilt. Für Alarm haben die Zapad-Militärübungen zwischen Belarus und Russland gesorgt. Bei der militärischen Übung Zapad im September 2009 wurden z. B. ein simulierter nuklearer Angriff auf Polen, die Niederschlagung eines Aufstands der polnischen Minderheit in Belarus und zahlreiche offensive Operationen geübt.
Seit dem Ereignissen des Euromaidan haben beide Länder sich sicherheitspolitisch stark der Ukraine angenähert, was in einer seit 2017 einsatzfähigen gemeinsamen Brigade zum Ausdruck kommt. Nach dem russischen Angriff von 2022 haben beide Länder gemeinsam die Ukraine finanziell, diplomatisch, humanitär und mit Waffenlieferungen unterstützt.